# متغير BL الجاثي

مخطط هرتسبرونغ وراسل متضمنًا النجوم المتغيرة

متغيرات BL الجاثي (بالإنجليزية:  BL Herculis variable)‏ نجم متغير قيفاوي وهي نوع من النجوم المتغيرة النابضة منخفضة اللمعان والكتلة، ولها فترة ما بين 1 و4 أيام ولا تزيد عن ثمانية أيام. متغيرات BL الجاثي هي تصنيف فرعي من متغير قيفاوي من النوع الثاني التي تظهر في كثير من الأحيان تخبط في قياس شدة السطوع حيث تنحدر إلى جانب نجوم الفترات القصيرة وتتصاعد إلى نجوم الفترات لأطول.
ومثل جميع المتغيرات القيفاوية من النوع الثاني متغيرات BL الجاثي جمهرة من النجوم القديمة ومعدنيتها فقيرة وعبارة عن اجرام منخفضة الكتلة
وتوجد في هالة المجرة والعناقيد النجمية المغلقة .
بالمقارنة مع غيرها من متغيرات القيفاوية النوع الثاني، فإن متغيرات BL الجاثي لديها فترات أقصر وتكون أكثر خفوتًا من متغير W العذراء ونجومها النابضة تتفاوت في التصنيف نجمي مع تفاوت سطوعها. ومتغيرات BL الجاثي عادة ما تكون من الفئة A في لمعانها والفئة F عندما تكون خافتة.

## وصلة خارجية
- OGLE Atlas of Variable Star Light Curves - BL Herculis stars